# Rudolf Schleiden
Rudolf Matthias Schleiden, född 22 juli 1815 i Ascheberg i Holstein, död 25 februari 1895 i Freiburg im Breisgau, var en tysk politiker, kusin till Matthias Jakob Schleiden.
Schleiden hade 1848 avancerat till en viktig post i danska generaltullstyrelsen (Generaltoldkammer), med titel av justitieråd, och fått befattning med regleringen av den holsteinska tullgränsen, men trädde nämnda år i tjänst hos hertigdömenas (Slesvig och Holstein) provisoriska regering och var dennas ombud först vid Vorparlamentet i Frankfurt am Main och sedermera hos preussiska regeringen i Berlin. 
Med anledning därav utesluten från amnestin 1852, blev han 1853 Bremens och 1863 alla tre hansestädernas (Bremen, Hamburg och Lübeck) ministerresident i Washington, D.C. och innehade 1865-1866 posten som hanseatisk ministerresident i London. Från 1867 var han ledamot av Nordtyska förbundets riksdag och 1871-1873 av tyska riksdagen och tillhörde där det frikonservativa partiet. 
Under slesvig-holsteinska kriget och dansk-tyska kriget skrev han åtskilliga politiska broschyrer om Schleswig-Holsteins statsrättsliga ställning samt om tronföljden i hertigdömena; på ålderdomen utgav han memoararbetet Erinnerungen eines Schleswig-Holsteiners (fyra band, 1890-93, behandlande tiden 1841-50).